# Осинцев, Леонид Петрович
Леонид Петрович Осинцев (27 сентября 1934, Богданович, Свердловская область — 6 января 2006, Шадринск, Курганская область) — советский и российский краевед, фольклорист, Заслуженный работник культуры Российской Федерации.

## Биография
Леонид Петрович Осинцев родился 27 сентября 1934 года в посёлке Богданович Сухоложского района Свердловской области, ныне город — административный центр Городского округа Богданович Свердловской области.
Детство прошло в с. Курьи, в г. Сухой Лог. Здесь он в 1952 году окончил среднюю школу, начал работать инструктором-массовиком в отделе культурно-просветительской работы Сухоложского районного дома культуры, являлся участником художественной самодеятельности, а во время уборочных кампаний работал в агитбригаде.
В 1953 году поступил в Свердловский педагогический институт, но, проучившись полгода, ушел в армию; три года служил в рядах Советской Армии под г. Ярославлем. Демобилизовавшись, вернулся в Сухоложский дом культуры. Немного поработав инструктором-массовиком, был назначен директором дома культуры.
Имея огромное желание получить высшее образование, в 1960 году приехал в город Шадринск, где поступил на факультет русского языка и литературы Шадринского государственного педагогического института. В 1963 году перевелся на заочное отделение. Ещё на первом курсе он познакомился с основателем Шадринского архива Владимиром Павловичем Бирюковым, был в числе тех студентов, кто помогал Владимиру Павловичу в исследовательской работе. На первом курсе писал курсовую работу, тема которой предполагала изучение старых газет в архиве. Неслучайно, что переведясь на заочное отделение Леонид Петрович 29 июня 1963 года пришел работать археографом в Шадринский филиал государственного архива Курганской области, а уже 17 августа он был переведен на должность старшего архивиста. В дальнейшем работал в должности хранителя фондов, методиста, научного сотрудника.
Стремительно и уверенно, инициативный, с новыми идеями, он стал заниматься использованием архивных документов, поиском интересной информации и делиться найденным с читателями городской газеты «Шадринский рабочий», областных «Советское Зауралье» и «Молодой ленинец».
С 1975 года Осинцев был директором Шадринского краеведческого музея. Благодаря его стараниям музей переведён из здания Спасо-Преображенского собора в здание в центре города.
В 1982 году Леонид Петрович вернулся в архив на должность научного сотрудника. В 1985 году был назначен директором архива, в этой должности проработал до выхода на пенсию в феврале 1998 года. За эти годы, как администратор, он сумел увеличить вдвое площади архива, сплотить коллектив хранителей документальных ценностей Шадринска. Был председателем Шадринского президиума отделения Всероссийского общества охраны памятников истории и культуры.
Леонид Петрович Осинцев умер 6 января 2006 года. Похоронен на Ольховском кладбище города Шадринска Курганской области.

## Творческая деятельность
Как творческий человек, писатель, краевед-энциклопедист, исследователь, Леонид Петрович подарил читателям ценный, ранее не известный материал по истории Урала, Зауралья, о людях, чьи судьбы оказались связанными с этими регионами России.
Только в первый год работы в архиве Леонид Петрович подготовил 17 статей, телепередачу «Фотографии заговорили», на основе которой Курганской телестудией был снят фильм о знаменитых земляках. Благодаря его инициативе и активной деятельности, в отчете о работе архива за 1965 года отмечалось «более интенсивное использование документальных материалов». Директор архива О. И. Ляпушкина сразу поняла талант и писательские наклонности молодого сотрудника, и поручала ему такие виды работ, где нужно было знакомиться с архивной информацией. Леонид Петрович занимался каталогизацией, выявлением особо ценных архивных документов, усовершенствованием фондов. В дальнейшем, набираясь опыта, готовил выставки, принимал участие в составлении путеводителя по историческим местам города Шадринска, в создании плаката «Архивы на службе народа». Им был составлен словарь «Шадринцы — деятели революции, науки и культуры».
Л. П. Осинцев наладил связи со школами города: читал лекции о знаменитых земляках, проводил экскурсии по улицам, названным в их честь. Являясь членом городского штаба красных следопытов, он организовывал туристические походы со школьниками краеведческих кружков школ города и Дома пионеров. Тесно сотрудничал с ШГПИ, где читал лекции и проводил беседы со студентами. Готовил информации и подборки документов для методического объединения учителей истории города и района. В газете «Шадринский рабочий» вел краеведческую страничку «Шадринский следопыт». Активно переписывался с краеведами, писателями и учеными. В его личном фонде хранятся письма генерала М. С. Шумилова, краеведа, ученого М. О. Клера.
Детищем неутомимой поисковой деятельности в 1968 году стала его первая книга «Исторические памятники Шадринска». В 1974-м им было подготовлено и опубликовано сразу две книги: «Уральский математик» (о священнике, специалисте в области теории чисел И. М. Первушине) и «Писатель и географ Носилов». Книги были изданы в Южно-Уральском книжном издательстве.
Л. П. Осинцев как выпускник филологического факультета интересовался различными разделами языкознания: лексикографией, топонимикой, антропонимикой, собирал местный фольклор. Например, его рукопись «Шадринские названия» содержит несколько десятков названий старых улиц, мест и понятий в г. Шадринске, утраченных ныне. Таких, например, как Кровавый бор, Вшивая горка, Пороховушка, Забегаловка (Береговой переулок). Можно с уверенностью сказать, что благодаря работе в архиве Леонид Петрович узнал и полюбил Шадринский край, считал, что «знать историю родного края необходимо каждому, ведь история — это ключ к будущему».
«Человека, лучше, чем он знающего прошлое города и района, надо ещё поискать», — писали про него в газете «Советское Зауралье» в 1985 году. Все его архивные изыскания были посвящены истории: культуре, быту, экономической и спортивной жизни, здравоохранению и народному образованию, гражданской и Великой Отечественной войнам. У Л. П. Осинцева много публикаций, рассказывающих об известных людях, внесших вклад в историю не только Зауралья, но и России: художнике Ф. А. Бронникове, скульпторе И. Д. Шадре (Иванове), библиографе Н. В. Здобнове, поэтессе К. А. Некрасовой, шадринском бытописателе Н. П. Ночвине, основателе пчеловодства в г. Шадринске М. Г. Визгине и других.
Он, конечно, не обошел вниманием и свою малую родину, — в его личном фонде имеются на хранении статьи, очерки, записи о с. Курьи, гг. Сухой Лог, Камышлов. Есть короткие воспоминания о военном детстве, работе в Доме культуры, своей семье, службе в Советской армии.
Под его пером ожили местные обряды и обычаи, промыслы и ремёсла, торговля, купечество, история сёл и деревень, улиц, происхождение их названий, история гражданской и Великой Отечественной войн, история культуры, искусства, образования, здравоохранения. Он любил народное творчество: песни, частушки, напевы. Неслучайно его фамилия значится в справочнике «Фольклористы России».
С 1994 по 1998 год Леонид Петрович был членом Шадринского общества краеведов, с 1998 года возглавлял Клуб любителей истории края («ЛИК»).

## Награды
- Медаль «Ветеран труда»
- Заслуженный работник культуры Российской Федерации (1998)
- Почётный гражданин города Шадринска (1997)
- Лауреат премии главы администрации Курганской области в сфере культуры и искусства (1995)
- Грамота ЦК ВЛКСМ за большую работу по пропаганде исторического наследия среди молодежи (1981)
- Лауреат журналистской премии им. Я. П. Власова (1985)
- Лауреат премии им. В. П. Бирюкова (1994)
- Лауреат премии военкомата Курганской области (1996)

## Семья
- Отец — Петр Антонович Осинцев.
- Мать — Александра Андреевна Осинцева (Копылова в девичестве).
- Сестра — Нина Петровна (Осинцева) Кузнецова.
- Жена — Фаина Дмитриевна Русакова, журналист.
- Сын — Петр Леонидович Осинцев, журналист.

## Память
После его ухода из жизни было опубликовано несколько его статей, в частности, три очерка в альманахе в 2012 году.
В государственном архиве в городе Шадринске имеется личный фонд Л. П. Осинцева, который насчитывает 1297 единиц хранения.
К 85-летию со дня рождения Л.П. Осинцева в 2019 году в Государственном архиве в г. Шадринске проведена памятная встреча и открыта выставка документов и книг, связанных с деятельностью краеведа.

## Сочинения
Л. П. Осинцев печатался в газетах «Шадринский рабочий» («Шадринская правда»), («Шадринская новь»), «Авангард» («Шадринский курьер»), «Советское Зауралье», «Автоагрегат», «Молодой ленинец» («Субботняя газета», «Зауралье»), «Диалог» и других изданиях.
Подготовленные Л. П. Осинцевым материалы по истории Урала, Зауралья, о людях, чьи судьбы оказались связанными с этими регионами России, публиковались в журналах и альманахах «Уральский следопыт», «Урал», «Советские архивы», «Рифей», «Каменный пояс», «Техника — молодёжи», «Уральские нивы», «Рассвет».

### Книги
- Осинцев Л. П. Исторические памятники Шадринска. — Челябинск: Южно-Уральское книжное издательство, 1968. — 92 с. — 1000 экз.[9]
- Осинцев Л. П. Уральский математик И. М. Первушин. — Челябинск: Южно-Уральское книжное издательство, 1974. — 19 с. — 5000 экз.[10]
- Осинцев Л. П. Писатель и географ Константин Дмитриевич Носилов. — Челябинск: Южно-Уральское книжное издательство, 1974. — 24 с. — 5000 экз.[11]
- Осинцев Л. П. Имен связующая нить. (Записки краеведа). — Челябинск: Южно-Уральское книжное издательство, 1988. — 24 с. — 5000 экз. — ISBN 5-7688-0073-5.[12] Книга опубликована на сайте ООО «Дельта Технология» Архивная копия от 8 августа 2013 на Wayback Machine
- Осинцев Л. П. Лонцов из замка убежал. — Шадринск: ПО «Исеть», 1991. — 132 с. — 5000 экз. — ISBN 5-7142-0623-1.
- Осинцев Л. П. Носиловские дачи. [Очерки]. — Курган: Периодика, 1993. — 105 с. — 10 000 экз. — ISBN 5-8282-0044-5.[13]
- Осинцев Л. П. Исетская глубинка. Краеведческие записки по истории Шадринского района. — Шадринск: ПО «Исеть», 1995. — 138 с. — 1000 экз. — ISBN 5-7142-0106-X.[14]
- Осинцев Л. П. Неизвестный Шадр. — Шадринск: ПО «Исеть», 1995. — 121 с. — 1000 экз. — ISBN 5-7142-0077-2.[15]
- Осинцев Л. П. (автор, составитель), Усманов В. В. (составитель). Шадринские были о солдатах. К 100-летию Г. К. Жукова. — Курган: «Парус-М», 1997. — 208 с. — 2000 экз. — ISBN 5-86-47-091-6.[16]
- Осинцев Л. П. Заиграл полубаян. Краеведческие очерки.. — Шадринск: ПО «Исеть», 2003. — 132 с. — 500 экз. — ISBN 5-7142-0484-0.
- Осинцев Л. П., Андреев В. П., Усольцев А. А. Шадринск. Городское хозяйство. — Шадринск: ПО «Исеть», 2004. — 320 с. — 400 экз. — ISBN 5-7142-0554-5.
- Осинцев Л. П. Маршал Жуков на Шадринской земле. — Шадринск: ПО «Исеть», 2005. — 132 с. — 500 экз. — ISBN 5-7142-0623-1.